# Flatoidinus fumatus
Flatoidinus fumatus är en insektsart som först beskrevs av Melichar 1902.  Flatoidinus fumatus ingår i släktet Flatoidinus och familjen Flatidae. Utöver nominatformen finns också underarten F. f. angulatus.